# Циста (биологија)
Циста је назив за стадијум мировања неких микроорганизама, обично протиста и (модрозелених) бактерија, или ређе бескичмењака, који помаже организму да преживи у неповољним условима средине. Метаболички процеси ћелије се у стадијуму цисте успоравају и ћелија престаје са свим активностима, попут храњења и кретања. Формирање цисте помаже организму и при дисеминацији, тј. ширењу од једног домаћина до другог или у повољније окружење. Када циста доспе у средину погодну за раст и преживљавање, зид цисте пуца у процесу наваном ексцистација. Тачан сигнал (стимулус) за почетак ексцистације није познат за већину протиста. Зна се, међутим, да неповољни услови попут недостатка хранљивих материја или кисеоника, екстремне температуре, суве средине и присуства токсичних једињења, покрећу формирање цисте. 
Главне функције циста су заштита од штетних промена у животној средини као што су недостатак хранљивих материја, исушивање, неповољан pH и низак ниво O2, оне су места за нуклеарну реорганизацију и деобу ћелија, а код паразитских врста су инфективни стадијум између домаћина.

## Формирање цисте

### У бактеријама
Код неких бактерија (на пример, код рода Azotobacter), формирање цисте се дешава кроз промену ћелијског зида: цитоплазма се контрахује а ћелијски зид задебљава. Бактеријске цисте се разликују од ендоспора по начину на који се формирају, као и степену отпорности на неповољне услове средине. Ендоспоре су много отпорније од циста. 
Бактерије не формирају увек само једну цисту. На пример, врста Rhodospirillium centenum може да промени број ћелија по цисти, од 4 до 10, у зависности од услова средине. 

### У протистима
Протисти, посебно паразитске праживотиње, су често изложени веома тешким условима у различитим фазама свог животног циклуса. На пример, дизентерична амеба, уобичајени цревни паразит који изазива дизентерију, мора да преживи веома киселу средину желуца пре него што дође до црева као и различита непредвидива стања док је ван домаћина, попут исушивања и недостатка хранљивих материја. Циста је погодна за преживљавање таквих услова, иако су протозојске цисте мање отпорне у поређењу са бактеријским цистама. Други протозојски цревни паразити попут Giardia lamblia и Cryptosporidium такође стварају цисте као део свог животног циклуса (види ооциста). Због тврдог спољашњег омотача ооцисте, ове врсте су отпорне на уобичајена дезинфекциона средства која се користе за пречишћавање воде, као што је хлор.

### Код нематода
Неке биљне паразитске нематоде које живе у земљишту, као што је нематода циста соје или нематода циста кромпира, формирају цисте као нормалан део свог животног циклуса.
Код Heterodera rostochiensis (златна нематода), преживљавање циста је процењено у студији коју је спровело Одељење за патологију биљака на Пољопривредном колеџу државе Њујорк. Ова студија је показала да је одрживост енцистираних ларви брзо опала при релативној влажности од 88% и испод 2%. Слободне ларве нису преживеле продужено излагање релативној влажности од преко 80 °F, 20% и 3% ни на 75 °F од 40 °F. Опстанак енцистираних ларви у сувим, влажним и поплављеним земљиштима показао је брзу регресију са повећањем влаге у земљишту. Иако су неке цисте биле одрживе након поплаве у периоду од осам месеци, број преживелих је био највећи у ваздушно сувом земљишту.

### Код ракова
Различити типови гранопода могу произвести дијапаузне цисте. Ово је прилагођавање животу у ефемерним базенима у слатководним или сланим стаништима. То такође помаже у ширењу путем ветра или у дигестивном тракту птица. Цисте из Daphnia су чак оживљене након што су биле закопане 600 година. Примери међу граноподима укључују: Artemia и Streptocephalus код Anostraca; Triops код Notostraca; Cyzicus у Diplostraca; и Alona, Latonopsis, Macrothrix, Moina, и Sida код Cladocera.
Између осталих ракова, неки остракоди — као што су Cypridopsis, Cyprinotus, Physocypria, и Potamocypris — развијају дијапаузне цисте. Међу копеподима, Cyclops такође то чини.

### Друге животиње
Ротифери такође производе дијапаузне цисте.

## Састав зида цисте
Састав зида цисте је променљив код различитих организама. Зидови циста бактерија се формирају задебљањем нормалног ћелијског зида са додатим слојевима пептидогликана, док су зидови циста протозоа направљени од хитина, врсте гликополимера. Зидови цисте нематода се састоје од хитина ојачаног колагеном. Зид цисте се састоји од четири слоја, ектоцисте, мезоцисте, ендоцисте и грануларног слоја. Ектоциста је танак густ слој. Мезоциста је најдебљи слој и састоји се од компактног материјала. Ендоциста је танак слој, само не тако густ као ектоциста. Зрнасти слој варира у дебљини и састоји се од зрнастог материјала. Шећери у зиду цисте су N-ацетилглукозамин (90%) и глукоза (10%).

## Патологија
Иако сама компонента цисте није патогена, формирање цисте је оно што Giardia даје примарни алат за преживљавање и њену способност да се шири од домаћина до домаћина. Гутање контаминиране воде, хране или фекалних материја доводи до најчешће дијагнозиране болести црева, гијардијазе.
Док се раније веровало да енцистирање служи само сврси самог организма, откривено је да цисте протозоа имају ефекат уточишта. Уобичајене патогене бактерије се такође могу наћи у склоништу у цисти слободноживућих протозоа. Време преживљавања бактерија у овим цистама креће се од неколико дана до неколико месеци у тешким условима. Није гарантовано да ће све бактерије преживети при формирању циста протозоа; многе врсте бактерија се варе од стране протозоа док се подвргавају цистичном расту.